# Ferrol
Ferrol (galiciskt uttal: [feˈrɔl] ( lyssna), spanskt uttal: [feˈrɔl] ( lyssna)) är en stad och kommun i provinsen A Coruña i den autonoma regionen Galicien i nordvästra Spanien. Staden ligger vid Ría de Ferrol, cirka 18 kilometer nordost om A Coruña. Kommunen har 64 218 invånare (2024), på en yta av 82,65 km².
Staden har en betydande hamn och är känd för skeppsvarvet Navantia. Francisco Franco föddes i Ferrol år 1892.